# 1997 SE3
1997 SE3 är en asteroid i huvudbältet som upptäcktes den 21 september 1997 av den australiensiske astronomen Frank B. Zoltowski i Woomera.
Asteroiden har en diameter på ungefär 4 kilometer och den tillhör asteroidgruppen Eunomia.